# دوسر وحيد السفة
الدوسر وحيد السفة (الاسم العلمي: Aegilops uniaristata) هي نوع نباتي يتبع جنس الدوسر من الفصيلة النجيلية. 

## الموئل والانتشار
موطنه تركيا والقوقاز والبلقان وإيطاليا.